# 1101 Клематіс
1101 Клематіс (1101 Clematis) — астероїд головного поясу, відкритий 22 вересня 1928 року. Названий на честь рослини ломиніс (лат. clematis).
Тіссеранів параметр щодо Юпітера — 3,074.